# Bill Scott (Leichtathlet)
Bill Scott (eigentlich William Scott; * 8. Februar 1952) ist ein ehemaliger australischer Langstreckenläufer.

## Leben
Bei den Crosslauf-Weltmeisterschaften 1975 in Rabat kam Scott auf den 22. Platz. 1978 siegte er bei den Victoria-Meisterschaften im Marathon und beim Melbourne-Marathon.
1979 belegte er bei den Crosslauf-WM in Limerick den 36. Platz, siegte beim Vancouver-Marathon und wurde Sechster beim Fukuoka-Marathon.
Bei den Olympischen Spielen 1980 in Moskau wurde er Neunter über 10.000 m.
1974 wurde er Australischer Meister über 10.000 m.

## Persönliche Bestzeiten
- 5000 m: 13:23,8 min, 23. Januar 1980, Melbourne
- 10.000 m: 27:46,71 min, 6. Februar 1980, Melbourne
- Marathon: 2:11:55 h, 2. Dezember 1979, Fukuoka